# Вагнер, Сьюзан
Сьюзан Вагнер (англ. Susan Lynne Wagner; род. 1 января 1961, Чикаго, Иллинойс) — американский предприниматель. Соучредитель, член совета директоров и бывший директор инвестиционной компании BlackRock, член совета директоров корпорации Apple Inc.
В 2013 году журнал Fortune включил её в число 50 самых влиятельных женщин в бизнесе, а её заслуги были отмечены Национальным советом по исследованиям женской проблематики.

## Биография
Вагнер выросла в районе Чикаго. В 1982 году с отличием окончила Колледж Уэллсли и получила степень бакалавра по специальностям «английский язык» и «экономика». А в 1984 году получила степень магистра в области финансов в Чикагском университете.
После получения ею MBA, Вагнер присоединилась к инвестиционному банку Lehman Brothers, где работала в отделах слияний и поглощений, продуктов фиксированного дохода, и накопила свой опыт в стратегических приобретениях.
В 1988 году и Вагнер и Ральф Шолстейн оставили Lehman и присоединились к Blackstone Financial Group — теперь BlackRock.
В качестве одного из основателей BlackRock, Вагнер работала главным операционным директором и курировал слияния и поглощения BlackRock. Она помогла стать BlackRock одной из наиболее успешных компаний по управлению активами, занимая ряд управленческих постов, включая позицию заместителя председателя совета директоров до середины 2012 года. При её активном участии, BlackRock объединилась или поглотила такие компании как Quellos, Merrill Lynch Investment Management и Barclays Global Investors. До ухода из BlackRock, Вагнер расширила деятельность компании в Азии, на Ближнем Востоке и в Бразилии.
Сегодня Вагнер является членом совета директоров компании BlackRock и продолжает входить в состав совета директоров таких компаний как: DSP BlackRock (Индия), Swiss Re, Wellesley College и Hackley School.
17 июля 2014 года, Вагнер была включена в совет директоров корпорации Apple Inc., заменив давнего члена правления Уильяма Кэмпбелла.